# سعيد شلبي
سعيد شلبي،  (1960 -) هو طبيب مصري يختص بالأمراض الباطنية، وأستاذ الباطنة والكبد بالمركز القومي للبحوث والحاصل على جائزة «كبار العلماء في الطب لعام 2008» والتي يمنحها المجلس الأكاديمي العالمي للبيولوجيين ومجلس شيوخ ميدهاوى شيام التعليمى بالهند بعد أن رشحته جامعة روهيلخاند الهندية تقديرًا لمشاركته العلمية في مجال العلوم الطبية ليكون بذلك أول عالم مصري يحصل على تلك الجائزة.

## حياته ونشأته
1. بكالوريوس الطب والجراحة – كلية الطب - جامعة عين شمس، 1985
2. دبلوم الدراسات العليا في الباثولوجيا الاكلينيكية – جامعة القاهرة، 1986
3. ماجستير الامراض الباطنة والجهاز الهضمي – كلية الطب -جامعة عين شمس، 1989
4. شهادة التخصص في مناعة الجهاز الهضمي C.S.in Immunology of Gastroenterology من قسم الجهاز الهضمي والكبد – كلية الطب والجراحة الأولى- جامعة نابولى بإيطاليا، 1991
5. دكتوراه الأمراض الباطنة. والجهاز الهضمي والكبد MD –كلية طب المنيا تحت اشراف ودراسة بالكامل في طب عين شمس، 1994

## عضويات
- مقرر اللجنة القومية للأسماك ومنتجاتها والمشكله من الهيئة المصرية العامة للتوحيد القياسى.بوزارة الصناعة منذ عام 1989 وحتى الآن وهي اللجنة التي تضع المواصفات القياسيه للأسماك ومنتجاتها.
- عضو اللجنة القومية للاغذية المهندسة وراثيا منذ عام 2000 وحتى 2005 وهي اللجنة التي تضع القوانين المصرية الخاصة بالأغذية المهندسة وراثيا سواء التي يمكن أن يسمح لها بدخول مصر أو التي يمكن تداولها في مصر
- عضو اللجنة الفرعيه بمصر للجنه الدوليه لدستور الأغذية منذ 2007 وحتى الآن.
- مقرر اللجنة القومية للمعدات والمستلزمات الطبية المعدنيه منذ عام 2008 وحتى 2015.
- عضو اللجنة القومية للأجهزة الطبية والمشكله من الهيئة المصرية العامة للتوحيد القياسى.بوزارة الصناعة منذ 2015 وحتى الآن.
- عضو اللجنة الدائمه لترقية الأساتذة والأساتذة المساعدين منذ عام 2002 وختى 2011 قد قام بتحكيم الأبحاث والنشاطات العلميه اللازمة لترقية 5 دكاتره إلى درجة أستاذ باحث مساعد و3 إلى درجة أستاذ باحث.هذا بالاضافه إلى المشاركة في اتخاذ القرار في ترقية باقى الزملاء المتقدمين للجنه.
- عضو اللجنة العلميه الدائمه الملحقة للعلوم الطبية الاكلينيكيه الباطنه منذ عام 2012 وحتى الآن.
- مستشار وخبير منظمة الأغذية والزراعة /منظمة الصحة العالميه للأمراض الخطره الناشئه عن الغذاء منذ 2012 وحتى الآن.
- مستشار عبر البحار للمجلس الأكاديمى العالمى للبيولوجيين منذ 2008 وحتى الآن.
- رئيس هيئة تحرير مجلة (Bulletin of NRC) منذ 2016.
- رئيس هيئة تحرير مجلة (International J.of Pure and Applied Biomedical Sciences) بالهند منذ 2016.
- مدير تحرير مجلة Biospectra العالميه عبر البحار منذ 2008.
- عضو اللجنة العلميه لمجلة (فلورا أند فونا)الدوليه الهنديه والتي تنشر الأبحاث العلميه في الطب والبيولوجى منذ 2007 وحتى الآن.
- عضو هيئة تحرير مجلة (Columban Journal of Life Sciences) والتي تصدرها جامعة Vinova Bhave بولاية Hazaribag بالهند منذ 2008 وحتى الآن.
- عضو هيئة تحرير مجلة (J.Parasitic Diseases) منذ 2013
- ضو هيئة التحكيم لمجلة Tropical Biomedicine منذ 2014
- عضو هيئة تحرير مجلة (Revista de Biología Tropical / International Journal of Tropical Biology and Conservation) منذ 2014.
- عضو هيئة تحرير مجلة (International journal, Food and Waterborne Parasitology (FAWPAR) منذ 2015
- عضو هيئة تحرير مجلة (Pakistan J.of Zoology) منذ 2015 وحتى الآن.
- عضو هيئة تحرير مجلة (.International J.of Pure and Applied Researches) بالهند منذ 2016.
- عضو هيئة تحرير مجلة (Egyptian J.of Veterinary Sciences) منذ 2016 وحتى الآن.
- عضو هيئة تحرير مجلة (EPRA Inernational Journal of Research&Development (IJRD)ISSN 2455-7838 بالهند منذ 2016 وحتى الآن.
- محكم لمجلة International J. of Tropical Medicine)) منذ 2016 وحتى الآن.
- محكم لمجلة (Egyptian Pharmaceutical J.) سنة 2014
- محكم لمجلة (Researcher (ISSN 1553-9865. لسنة 2014
- محكم لمجلة (Archieves of Medicine and Health Sciences) سنة 2017
- عضو لجنة جوائز الدولة للتفوق في العلوم التكنولوجيه المتقدمه لعام 2006 و2012.
- عضو لجنة جوائز الدولة التشجيعيه في العلوم البيولوجية لعامى 2006 و2009.
- عضو لجنة جوائز شباب الباحثين الأفارقة في مجال الصحة والدواء لعام 2015.
- عضو لجنة تحكيم جوائز المركز التشجيعيه لعام 2007و 2014.
- عضو لجنة تحكيم جوائز المركز للتفوق في العلوم التنكنولوجيه المتقدمه التي تخدم العلوم الطبية لعام 2012 و2013 و2014.
- عضو لجنة تحكيم جائزة الرواد للشعبه الطبية لعام 2012 و2013 و2014
- فحص الإنتاج العلمي المقدم من خلال المشاركة في جلسات النقاش للمشروع القومي لتطوير مخرجات البحث العلمي بوزارة البحث العلمي والتكنولوجيا في الفترة من 26/2 -10/ 3 /2013 وذلك لتقييم تمويل المخرجات البحثيه والنماذج الأوليه إلى منتجات ذات عائد اقتصادى.
- تحكيم أبحاث علمية ومشروعات بحثية وفحص بروتوكولات التقدم لدرجات الماجستير والدكتوراه ومناقشة الرسائل العلميه في مجالات الامراض الباطنه والطفيليات والأمراض المشتركة والباثولوجيا الاكلينيكية بكليات العلوم والطب البشرى والبيطرى والمركز القومي للبحوث وصندوق تمويل وتنمية التكنولوجيا والعلوم بوزارة البحث العلمي بمصر العربيه.
- تحكيم أبحاث الأمراض الباطنه للمجله المصرية للعلوم الطبية والمجلة العربيه للبحوث الطبية المجلة المصرية للعلوم التطبيقيه.

## مسيرته ومناصب
- أستاذ ورئيس قسم بحوث وتطبيقات الطب التكميلى بالانابه- شعبه البحوث الطبية – المركز القومي للبحوث منذ 2004 وحتى 2010
- أستاذ ورئيس قسم بحوث وتطبيقات الطب التكميلى - شعبه البحوث الطبية – المركز القومي للبحوث منذ 2010 وحتى 2014
- قائم بأعمال نائب رئيس أكاديمية البحث العلمي والتكنولوجيا ومساعد الرئيس للمجالس النوعية منذ 2014 وحتى 2016.
- له 3 برآت اختراع بمكتب برآت الاختراع الأمريكيه وقد أجيزت جميعها وهي:

1. البراءة الأوتى وهي برقم 174 841 6 والصادرة بتاريخ 11 يناير 2005 وعنوانها: تركيبات عشبيه ووسائل علاج للفيروس الكبدى
2. البراءة الثانية وهي برقم 7282227 والصادره بتاريخ 16 /10 /2007 وعنوانها: طريقه لعلاج الفيروس الكبدى س بسائل متبخر من مستخلص الاكباليم ايلاتيريم
3. البراءة الثالثه وهي برقم 7297350 الصادره بتاريخ 20 /11 /2007 وعنوانها: استخدام السائل المتبخر من مستخلص ثمرة الاكباليم ايلاتيريم لعلاج أعراض الأمراض الفيروسيه.

- براءة اختراع أوروبيه – الجائزة الفضيه من International Jury - IASI رومانيا بتاريخ 11 /5 /2013 وعنوانها: السائل المتبخر من ثمرة الاكباليم ايلاتيريم لعلاج الأعراض الفيروسيه.
- قام بعمل123 بحث وقد تم نشرها في المجلات والدوريات العلمية العالمية والمحلية وكذلك 35 ورقة بحثية أخرى قام بالقائها في المؤتمرات المحلية والعالمية منذعام 1985 وحتى الآن. وتشمل الدول التي نشر فيها أبحاثه مصر وأمريكا وإيطاليا وألمانيا وبولندا والهند والسعودية وغانا وإيران على سبيل الذكر لا الحصر.
- له 5 كتب تحت النشر وهي: طب الفقراء، قاموس الأعشاب، تلغرافات في العلاج بالأعشاب، الإسعافات الأولية ودليل الإسعافات الأولية.
- له خبره في الأمراض الباطنه والمتوطنه وأمراض الجهاز الهضمي والكبد وطب المسنين وطب الأسرة والطفيليات المشتركه بين الإنسان والحيوان وطفيليات تلوث المياه والعلاج بالأعشاب الطبية والعلاج بالماكروبيوتيك.
- الباحث الرئيسي لثلاثة مشاريع بحثيه عن الأمراض المشتركة المتوطنة في مصر على مدى الستة أعوام السابقة بالإضافة إلى اشتراكه باحثاً مناوب لستة مشاريع أخرى وكعضو فعال في الفرق البحثية للمشروعات البحثية المحلية والقومية والدولية (أكثر من 20 مشروع) منذ عام 1980 وتشمل على سبيل المثال لا الحصر المشاركة في مشروع العلاج بالأعشاب الطبية ومشروع من أجل غذاء أكثر وأفضل ومشروع التنمية الريفية والمشروعات البيئية بقسم تلوث المياه.
- عضو الفريق البحثى لمشروع mDM وهو مشروع تطبيقي بين منظمة الصحة العالمية وأكاديمية البحث العلمي والتكنولوجيا، 2015 وحتى الآن.
- الاشراف العلمي على 18 رسالة ماجستير و13 دكتوراه في الجامعات المصرية (بكليات العلوم والطب البشري والطب البيطري) أجيزت جميعها ماعدا رسالة منها قيد الدراسة.
- قام بحضور العديد من المؤتمرات العالمية والمحلية في مصر والخارج (إيطاليا والنرويج وفرنسا والهند والصين وماليزيا والسعودية وغانا وجنوب افريقيا) منذ عام 1980 وحتى الآن..
- قام بحضور العديد من الدورات كدارس ومنها الآتية:

1. دورة «طرق الفصل المناعى الكهربي» عام 1987
2. دورة «التلوث البيئى ي» عام 1988 بالمركز القومي للبحوث ودورة «التسويق» في فبراير 2000
3. دورة «مهارات التفاوض» في مارس 2000 وذلك بأكاديمية البحث العلمي والتكنولوجيا
4. دورة «القوانين الجديدة في مجال إصابات العمل والعجز المرضى ي» في يونيو 2007
5. دورة «الماكروبيوتيك» في مايو ويونيو 2009 بمدينة تولنتينو بإيطاليا
6. دورة التوعية الأمنية لقيادات المركز بمعهد العلوم الاستراتيجيه بالقاهرة في شهر يناير 2011
7. دورة إدارة نظام الجودة بالمركز القومي للبحوث في شهر مايو 2011
8. دورة تدريب المدربين في 2014
9. الدورة المتقدمه لتدريب المدربين في 2014

- قام بحضور ورشة عمل عن (الأمن والأمان الحيوى في المعامل) في فندق بيراميزا بالقاهرة في الفترة من 3-5 أبريل 2007. أيضا قام بحضور ورشة عمل مصريه أمريكيه عن (زيادة نسبة البيليروبين في المواليد في مصر) في الفترة من 12-15 مارس 2007 بالمركز القومي للبحوث. كذلك قام بحضور ورشة عمل (الطب البديل والمكمل) بجزيرة مكاو بالصين من 9 -11 يوليو 2012 وأيضا حضور ورشة عمل منظمة الأغذية والزراعة (الأمراض الطفيليه الناشئه عن الغذاء) بقر الفاو بروما في شهر سبتمبر 2012..
- قام بحضور ورشة العمل التي نظمتها منظمة الصحة العالميه بمدينة مكاو في الصين في الفترة من 9 إلى 11 يوليو 2012 وذلك عن وضع القوانين والترخيص والتدريب والتعليم والتسجيل للطب الشعبي والتكميلى والبديل.
- قام بحضور ملتقى خبراء منظمة الصحة العالميه ومنظمة الأغذية والزراعة في مقر الفاو بروما في 2012.
- قام بتنظيم دورة الامراض المشتركة والمتوطنة منذ عام 1986 وحتى عام 2004 ودورة (إدارة خدمات التأمين الصحى)منذ 2007 وحتى الآن ودورة (أمراض الدم) منذ 2008 وحتى الآن والتي يحضرها دارسون من الدول العربية بالإضافة إلى الجامعات والهيئات المحلية بمصر العربية.أيضا قام بتنسيق دوره ثالثه عن (الأمراض المتوطنه والوافده) منذ 2007 وحتى الآن. هذا بالإضافة إلى التدريس في 4 دورات أخرى.
- قام بالتدريس في دورة *الترصد الوبائي للبروسيلا*و التي نظمها المكتب الاقليمى لشرق المتوسط لمنظمة الصحة العالميه عام 1992 بالمركز القومي للبحوث.
- يقوم بالتدريس في دورة السلامة والصحة المهنيه فيما يخص الإسعافات الأوليه للعاملين في المركز القومي للبحوث. ويلاحظ أن التدريس بواقع دوره شهريا منذ عام 2006 وحتى الآن.
- يقوم بالتدريس في دورة «الاداره الآمنه المتكامله للمعامل البحثيه» منذ أبريل 2006 بواقع 3 مرات سنويا وحتى الآن، ويحضر هذه الدورة دارسون من الدول العربيه إلى جانب جامعات ومعاهد جمهورية مصر العربيه.
- قام بالتدريس في دورة الاداره الحديثه من 25/نوفمبر – 6 ديسمبر 2007 للكوادر الاداريه للمركز القومي للبحوث.
- قام باعداد ويقوم بالتدريس في دورة (السلامة والصحة المهنيه للأطباء) في يونيو 2008 بواقع 3 مرات سنويا وحتى الآن
- يقوم بتدريس السلامة والصحة المهنيه والإسعافات الأوليه للعاملين بمصانع مدن العاشر من رمضان والعبور و6 أكتوبر وأبو رواش والسادات.
- يقوم بتنظيم والتدريس في دورات تدريبيه عن التشخيص والعلاج والوقاية من انفلونزا الخنازبر للأطباء والعاملين بالمركز القومي للبحوث ولطلبة المدارس بمحافظة الجيزه منذ عام 2009 وحتى الآن.
- قام بتدريس التغيرات الاكلينبكبه المصاحبة للإدمان في دورة الإدمان التدريبيه الخاصة بالعاملين بالأمن الصناعى بمحافظة الجيزه يوم19/7/2009.
- قام بتدريس الأمراض المعديه وكذلك علاقة الغذاء بالاصابه بالسرطان لأعضاء الاداره العليا بوزارة الصحة الأوزباكستانيه في 24/9/2006
- قام بالتدريس في دورة (الصحة والصناعات الدوائية لكوادر دولة طاجاكستان) في 24 يناير 2008 والمموله من الكومنويلث.
- قام بالتدريس عن أمراض مهنة الطب والبحث العلمي والتخلص من النفايات للأطباء وذلك في ورشة عمل (آليات البحث والتسجيل للرسائل العلميه والبحوث الطبية)من 1 -5 يونيو 2008
- شارك في البرنامج التدريبى لللأطباء البيطريين في محافظة الجيزه بجمهورية مصر العربيه عامى 1985 و1995.
- قام بتدريب طلبة كلية العلوم قسم علم الحيوان جامعة القاهرة على فحص الطفيليات وذلك عام 1994.
- قام بالقاء محاضرات عن الطفيليات للأطباء البيطريين والمهندسين الزراعيين بالاشتراك مع شركة ميرك شارب ودوم الأمريكيه للأدوية عام 1994.
- قام بتدريس مادة (الأمراض الناشئه عن الغذاء) لطلبة الماجستير بجامعة القاهرة منذ عام 2010 وحتى 2015.
- قام بالتدريس في برنامج مبادرة بناء قدرات شباب الباحثين دورة في يناير2012.
- قام بالتدريس في دورة الأمان الحيوى للأطباء في يناير2012.
- قام بالتدريس في دورة (معايير الجودة للتمريض من دول افريقيا) في 2 يناير2013 والمموله من الكومنويلث.
- قام بالتدريس في دورة (فني المعمل بجامعة القاهرة) في 3/1/2013
- قام بالتدريس في دورة (معايير الجودة للتمريض من دولة أفغانستان) في 3 فبراير 2013 والمموله من الكومنويلث
- سافر في مهمه علميه بكلية الطب –جامعة نابولى بايطاليا عام 1990 -1991. بالاضافه إلى حضور بعض المؤتمرات بمدينة بولونيا بشمال إيطاليا عام 1994 ومدينة كازرتا بجنوب إيطاليا عام 1997 ومدينة نابولى بايطاليا عام 1999.أيضا سافر في مهمه علميه إلى جمعية الماكروبيوتيك الايطاليه عام 2009ومهمة علميه لحضور مؤتمر الجهاز الهضمي والكبد بنابولى بايطاليا عام 2010 ومهمه علميه لحضور مؤتمر الطب النبوى التطبيقى في مدينة أبها بالسعودية عام 2010 ومهمه علميه لحضور مؤتمر الايدز العالمى بغانا عام 2010 ومهمه علميه إلى الهند لحضورمؤتمر التنمية الريفيه بمدينة باتنا2011 ومؤتمر التنوع البيئي بجامعة لكنو بالهند 2011 والقاء محاضره بجامعة روهيلخاند بمدينة بباريلى بالهند2011 ومهمه علميه لحضور ورشة العمل التي نظمتها منظمة الصحة العالميه بجزيرة مكاو بالصين2012 ومهمه علميه لحضور ملتقى خبراء منظمة الصحة العالميه والفاو بمقر الفاو بروما –إيطاليا 2012 ومهمه علميه لحضور مؤتمر تغيرات المناخ والتنوع البيئي بجامعة روهيلخاند بالهند 2012و مهمه علميه لحضور مؤتمر لجنة دستور الأغذية بالنرويج كرئيس لوفد مصر في 2014 –مهمة علمية لحضور _ International S&T cooperation_Haeng A Seo_Edit بمدينة مالاكا بماليزيا في ديسمبر 2014 _ رئيس وفد مصر في ورشة العمل المصرية الإيطالية بمدينة تورينو من14-18/6/2015 – ومهمة علمية لحضور اجتماع مكتب المحافظين لدول عدم الأنحياز بأوغندا في 6-9/9/ 2015- Uganda -NAM S&T Center - ومهمة علمية لحضور مؤتمر جمعية البيولوجى ال26 وورشة عمل التحديث في الأمن الغذائي والصحى -جامعة لكنو بالهند في 30نوفمبر 2015 – مهمة علميا ممثلا لمصر في المؤتمر البحثى لدول عدم الانحياز ببريتوريا - جنوب افريقيا في 8-9 ديسمبر 2015 - ورئاسة وفد مصر في المجلس المصرى الفرنسى المشترك -أموحوتب – وذلك في باريس بدولة فرنسا خلال الفترة من 21-24 ديسمبر2015 – مهمة علمية في النمسا (لكسنبرج وفيينا) ممثلا لمصر في الأياسا خلال الفترة من 5 -8 يونيو 2016.
- عضو9 جمعيات علميه مصريه وعالميه.
- عضو نقابة الأطباء البشريين بجمهرية مصر العربيه.
- يشارك في عيادة الامراض الباطنة والجهاز الهضمي والكبد والحميات بوحدة الخدمات الطبية بالمركز القومي للبحوث منذ 1996 وحتى الآن.
- المشرف على معمل الطفيليات بوحدة الخدمات الطبية منذ عام 1995 وحتى 2014.
- المشرف على معمل بيت الحيوان عام 2001 ختى 2002.
- عضو مجلس وحدة محطات التجارب الزراعيه بالمركز القومي للبحوث منذ يناير 2001 وحتى 2002.
- المشرف على عيادة الطوارئ عام 1999 حتى عام 2002.
- نائب رئيس وحدة الخدمات الطبية عامى 2000 و2001
- عضو مجلس إدارة ومدير مستشفى المركز القومي للبحوث بمدينة العاشر من رمضان عام 2005
- المشرف على الكشف الدورى السادس للمركز القومي للبحوث (عام 2008-2014) والمشاركة من خلال عيادة الامراض الباطنة بوحدة الخدمات الطبية في الكشف الدورى على العاملين عبر السنوات السابقه.
- عضو مكتب المشروعات البحثية والتسويق عام 1994 حتى 2001 ثم من عام 2011 وحتى 2014؛ حيث يقوم بالاشراف على المشروعات البحثيه للقطاع الطبى (طب بشرى – بيطرى - صيدله وطب الأسنان).
- قام بالتحدث في ندوة «انفلونزا الطيور» في 23/2/2006.
- قام بالقاء محاضرات في البرنامج الثقافي والعلمي لمكتبة القاهرة الكبرى ولنادى الأهرام للعلوم ولطلاب المدارس بمحافظة الجيزه عن أمراض الكبد وعلاجها.
- قام بالقاء محاضره عن الحصبة الألمانيه في أبريل2007 بكلية الشرطة.
- قام بالقاء محاضره عن التغيرات الاكلينيكيه للإدمان بالمركز القومي للبحوث في يوليو 2009.
- يكتب مقالات علميه في سائر الجرائد العربية ومنها على سبيل المثال جريدة الرأى الكويتيه وجريدة عكاظ السعودية وجريدة الشرق الأوسط والجرائد المصرية الأهرام والأخبار والجمهورية وطبيبك الخاص وروز اليوسف والمستقبل والنبأ وغيرها. هذا بالاضافه إلى العديد من التسجيلات بالاذاعه والتليفزيون المصرى والقنوات الفضائية والتي يتم تداول موضوعاتها بالدول العربية. وهذه المقالات تختص بتبسيط العلوم وتوصيل النصيحة العلميه للقارئ أو المستمع بطريقه مبسطه يمكن أن تأتى له بالفائدة والوقاية من الاصابه بالأمراض المعديه.
- رئيس لجنة العلاقات الدوليه والثقافيه لشعبة البحوث الطبية منذ عام 2005 وحتى 2006 ومنذ 2008 وحتى 2010.
- عضو لجنة السلامة والصحة المهنيه للمركز القومي للبحوث عام 2005 حتى 2014.
- رئيس المجموعه الطبية للسلامه والصحة المهنيه للمركز القومي للبحوث منذ 2005 وحتى 2014.
- رئيس لجنة الاعلام المهنى التابعه للجنة السلامة والصحة المهنيه منذ 2006 وحتى 2014.
- رئيس لجنة الاعلام لشعبة البحوث الطبية منذ 2006 وحتى 2007.
- عضو لجنة التسجيلات العلميه والمشروعات البحثيه للشعبه الطبية لعام 2007 ثم من 2010 وحتى 2013.
- رئيس لجان وضع معايير الترشيحات الخاصة بايفاد الفاحصين بمكتب براءات الاختراع بالآكاديمية واللجنة الدائمة للتعبئة العامة ولجنة دعم الرسائل العلمية ولجنة المنح العلمية ولجنة فحص طلبات الدعم من الأفراد المتميزين واللجنة الدائمة لتقييم الاختراعات والابتكارات من الناحية الفنية والاقتصادية واللجنة الدائمة لتنمية الابتكار والاختراع لدراسة واستخدام تقنية خلية HHO في التطبيقات المتعددة وجميع الابتكارات والاختراعات في هذا المجال منذ 2014 وحتى الآن.
- رئيس لجنة مجلة العلم منذ 2015و حتى الآن.
- المشرف على مكتب المعلومات والدراسات الفنية والوثائق لقطاع المجالس النوعية بالأكاديمية منذ يناير 2015
- عضو مجلس أكاديمية البحث العلمي والتكنولوجيا منذ 2015 وحتى 2016.
- عضو المكتب الفني والمتابعة وتقييم الأداء لأكاديمية البحث العلمي والتكنولوجيا منذ 2015 وحتى الآن.
- يجيد اللغات الفرنسية والإيطالية والإنجليزية بالإضافة إلى اللغة العربية الأم.

## الجوائز
- جائزة المجلس البيولوجي العالمي بالهند لعام 2011
- جائزة المرجعية Citation Award لعام 2011 من الهند
- جائزة Felicitation Certificate لعام 2011 من جمعية علم البيولوجى الهندية لعام 2011
- أبحاثه العلمية تجاوز عددها 110 أبحاث نشرت في مجالات علمية عالمية ومحلية، بالإضافة إلى حصوله على 3 براءات اختراع من مكتب براءات الاختراع الأمريكي في مجال الطب البشرى وخاصة الكبد
- وتم ترشيحه للجائزة نتيجة اكتشافه أدوية جديدة لعلاج الالتهاب الكبدى الفيروسى - سى واكتشافه لأكثر من 10 أنواع من الطفيليات الجديدة

حصل شلبي على جوائز عديدة منها الآتي:
- حاصل على جائزة التشجيع العلمي للمركز القومي للبحوث، مصر، عام 1988
- حاصل على جائزة الدولة التشجيعية في العلوم البيولوجية لعام 1989، مصر.
- حاصل على نوط الامتياز من الطبقة الأولى من رئيس جمهورية مصر العربية عام 1995
- حاصل على وشاح نقابة الأطباء البيطريين؛ نظرا لأبحاثه في الأمراض المشتركه بين الإنسان والحيوان لعام 1997، مصر.
- حاصل على درع كلية الشرطة عام 2007.
- حاصل على جائزة كبار العلماء في الطب لعام 2008 من المجلس الأكاديمى العالمى للبيولوجيين ومجلس ميدهاوى شيام التعليمى بالهند.
- حاصل على الجائزة التقديريه (جائزة إنجازات العمر) للمجلس البيولوجى العالمى ومجلس ميدهاوى شيام التعليمى بالهند لعام

2011
- حاصل على جائزة المرجعية Citation Award من جامعة لكناو بالهند لعام 2011.
- حاصل على جائزة Felicitaion Certificate لعام 2011 من جمعية علم البيولوجى الهنديه لعام 2011.
- حاصل على جائزة المرجعية Citation Award في الطب التكميلى من الأكاديمية الهنديه للعلوم البيئية وجامعة روهيلخاند بولاية أوتار براديش بالهند لعام 2012.
- حاصل على الميدالية الفضية للجنة المحكمين الدولية (مخترع أوروبى Euroinvent) من رومانبا لعام 2013 عن استخدام السائل المتبخر من ثمرة الاكبالييم اليتاريم لعلاج الأمراض الفيروسية.
- حاصل على جائزة التقدير العلمي للمركز القومي للبحوث في العلوم الطبية، مصر، عام 2013
- حاصل على جائزة الميدالية الذهبية لجامعة لكنو وجمعية البيولوجى الهندية 2015
- حاصل على درع المعهد القومي للتخطيط 2016
- أحد شخصيات الموسوعة القومية للشخصيات المصرية البارزة والتي ساهمت بدور بارز في مجالات الحياة المصرية – الطبعة الثانية – الجزء الأول - عام 1992- رقم 1250 - صفحة 406
- رشحه المركز القومي للبحوث لجائزة الملك فيصل العالميه للعلوم لعام 2008/م.
- قام المؤتمر العالمى لملتقى البيولوجييين في مدينة رانكى بالهند والمنعقد في 20 -22 نوفمبر2008 باعتباره ضيف شرف المؤتمر.
- قام مؤتمر تغيرات المناخ والتنوع البيئي في مدينة باريلى بالهند والمنعقد في 3-4 ديسمبر 2012 باعتباره الضبف الرئيسى للمؤتمر والذي ألقى الكلمة الافتتاحية للمؤتمر وقام بتكريم العلماء وتسليمهم الجوائز في افتتاحية المؤتمر. صور ==

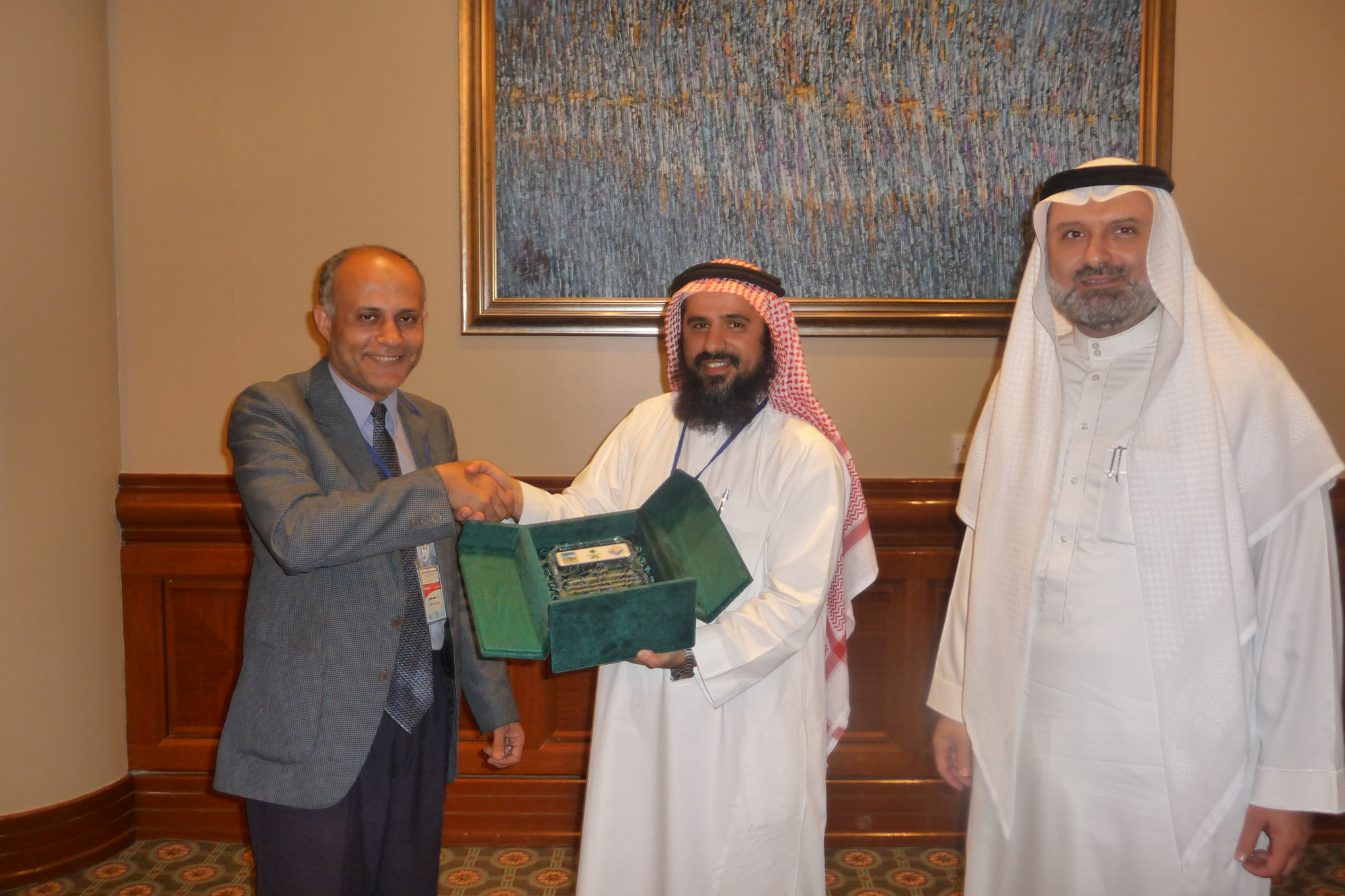
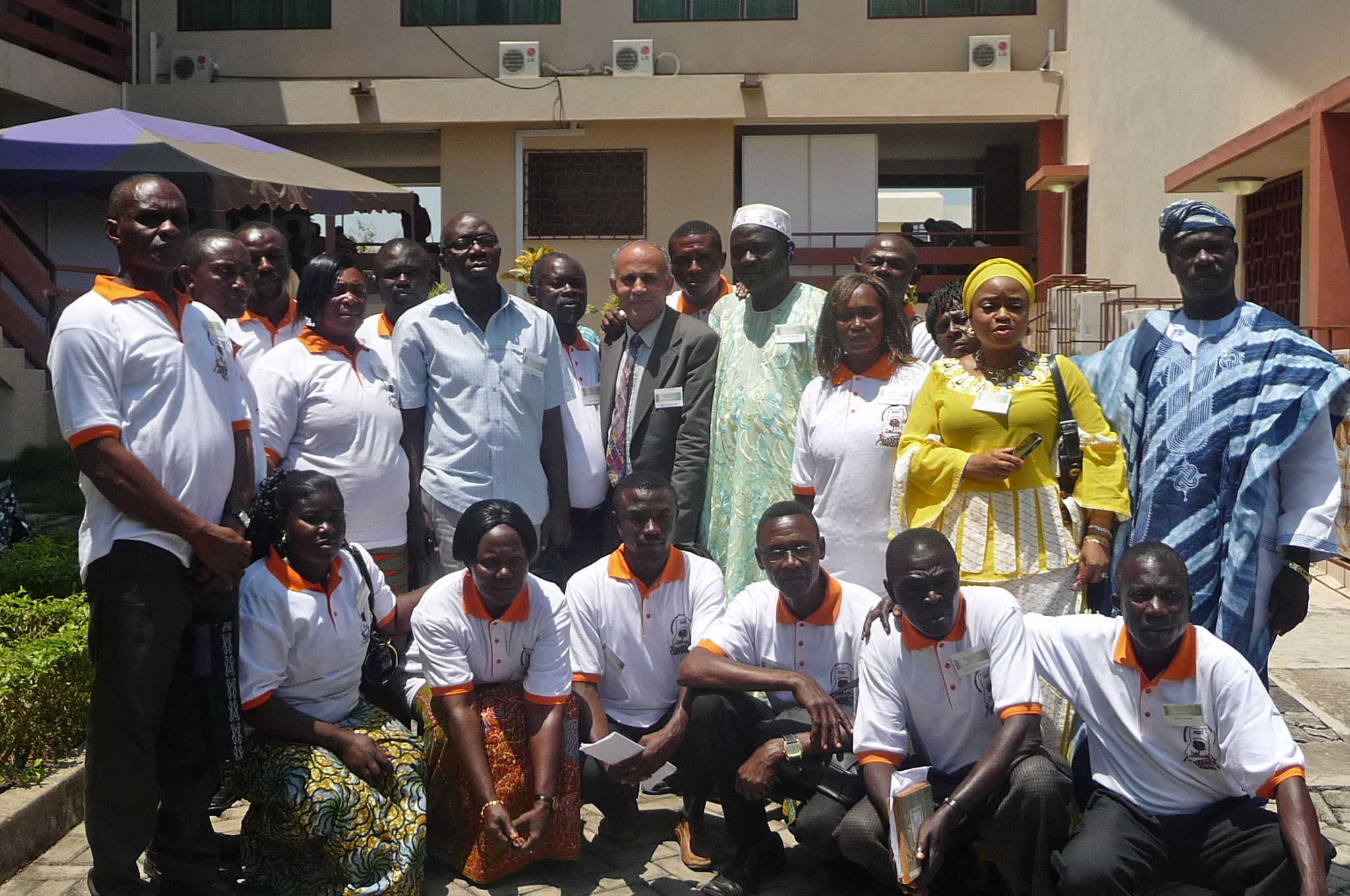
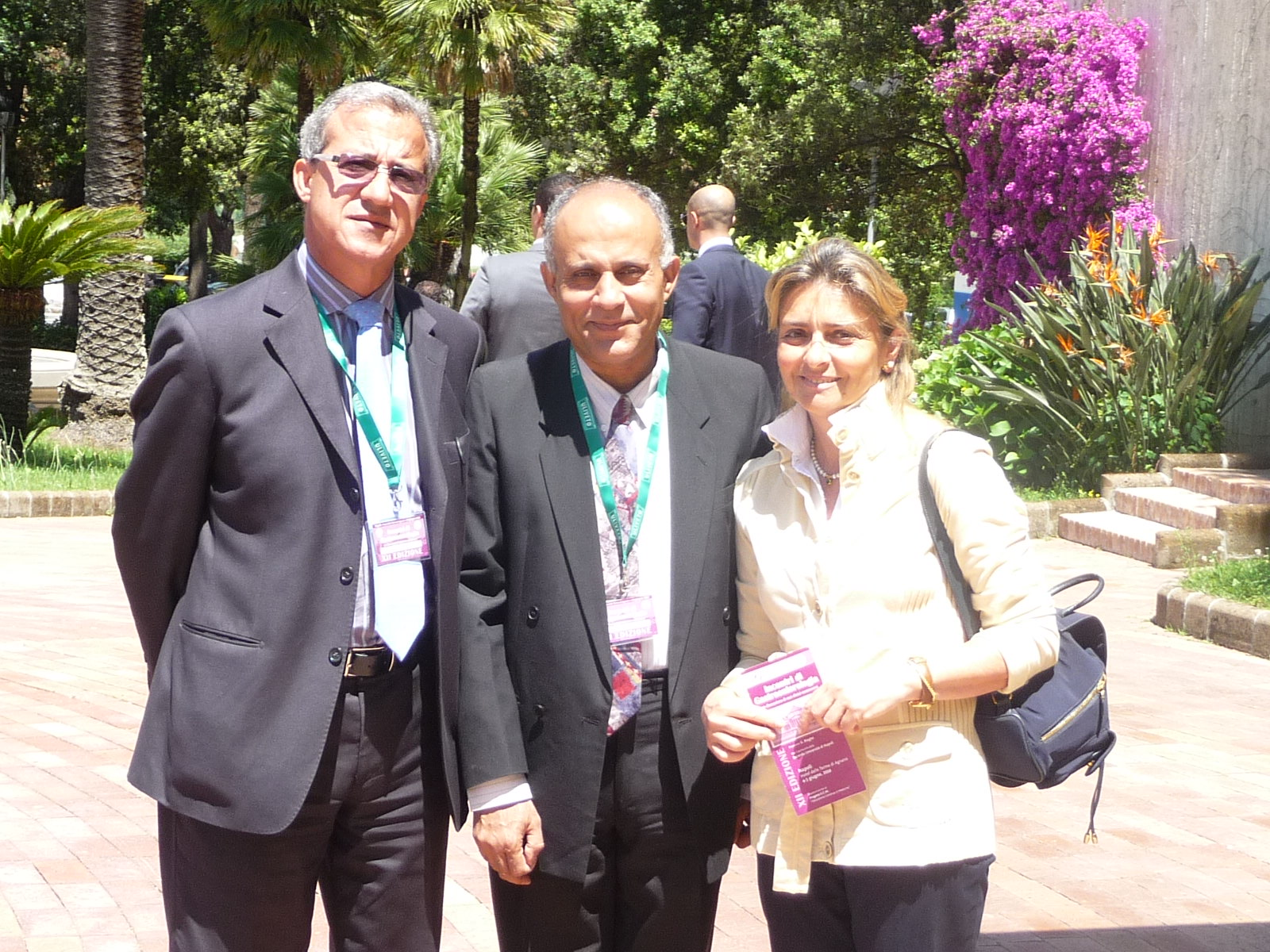